# Associação Desportiva Pitu
A Associação Desportiva Pitu foi um clube brasileiro de futebol do município de Vitória de Santo Antão, Pernambuco. Fundado no dia 2 de janeiro de 1974 e extinto em 1988. Azul, vermelho e branco eram suas cores.

## História
Quando fundaram o clube, a intenção de seus dirigentes era transformar a equipe na 4ª força do futebol pernambucano. Para isto, solicitaram a inscrição junto a Federação Pernambucana de Futebol para as disputas do Campeonato Pernambucano de Futebol deste ano. Mas a equipe acabou realizado uma campanha fraca, sendo eliminada logo na 1ª fase. O clube não possuíra um estádio em condições de abrigar seus jogos, teve que disputar as partidas como mandante em Recife.
Após este campeonato, devido as dificuldades econômicas para se manter no futebol profissional, o clube se afastou das disputas. O único título de importância foi a conquista do campeonato pernambucano de futebol de salão em 1983.
O clube sobreviveu até 1988, quando sem condições de manter suas atividades esportivas e sociais, resolveu fechar as portas.

## Títulos

### Futebol de salão
- Campeonato Pernambucano: 1983.